# TAZ 83 (камуфляж)
Камуфляж TAZ 83 (нім. Tarnanzug 83, TAZ 83, дослівно — камуфляжна форма-83) — деформаційний військовий камуфляж, який використовувався швейцарською армією для одностроїв Kampfanzug-57/70 та TAZ-83 в 1957—1993 роках. Він став також відомий серед колекціонерів військових одностроїв як «Alpenflage» («альпійський прапор»), коли швейцарські однострої з цим камуфляжем з'явились на ринку армійських надлишків у 1990-х роках.
Швейцарські брезентові намети (нім. Militärblachen) із камуфляжем TAZ 83 все ще використовуються в швейцарській армії разом із наметами із зеленим камуфляжним візерунком.

## Історія
Зразок базується на експериментальному шаблоні універсального камуфляжу Leibermuster, який використовувався під час Другої світової війни німецькими Ваффен-СС і Вермахтом.
Однострої Kampfanzug 57/70 випускались з 1957 по 1993 рік (після 1970 року з текстильним рюкзаком), а легший однострій TAZ 83 з іншим малюнком з 1983 по 1993 рік для небойових військ, перш ніж обидва були замінені на TAZ 90.

## Візерунок
Візерунок камуфляжу TAZ 83 є шестиколірним візерунком, що складається з коричневого фонового кольору, на який нанесено довільні білі цятки та нерегулярні плями зеленого, червоно-коричневого та чорного кольорів. Вибір червоного та зеленого, на перший погляд, робить цей візерунок надто яскравим для камуфляжу, що має на меті приховати свого носія, але він добре підходить для середовищ урбаністичних середовищ та гірської альпійської місцевості.
Швейцарські солдати називали форму з цим камуфляжем «Vierfrucht-Pyjama», що у перекладі означає «піжама з чотирьох фруктів».

## Користувачі
- Швейцарія — використовували Збройні сили Швейцарії[4]

### Недержавні актори
- Армія визволення Косова[1].